# أرلين كروس
أرلين كروس (بالإنجليزية: Arlene Croce)‏ هي صحفية أمريكية، ولدت في 5 مايو 1934 في بروفيدنس في الولايات المتحدة.